# Bipartivalva
Bipartivalva är ett släkte av fjärilar. Bipartivalva ingår i familjen vecklare.
Kladogram enligt Catalogue of Life:
| Bipartivalva | \| \| Bipartivalva aquilana \| \| \| \| \| \| Bipartivalva eurypinax \| \| \| \| |
|              | \| \| Bipartivalva aquilana \| \| \| \| \| \| Bipartivalva eurypinax \| \| \| \| |
|              | Bipartivalva aquilana                                                            |
|              |                                                                                  |
|              | Bipartivalva eurypinax                                                           |
|              |                                                                                  |